# 达雷尔·埃尔斯顿
达雷尔·尤金·埃尔斯顿（英語：Darrell Eugene Elston，1952年8月15日—），美国NBA联盟前职业篮球运动员。他在1974年的NBA选秀中第3轮第7顺位被亚特兰大鹰选中。